# 下田ロープウェイ

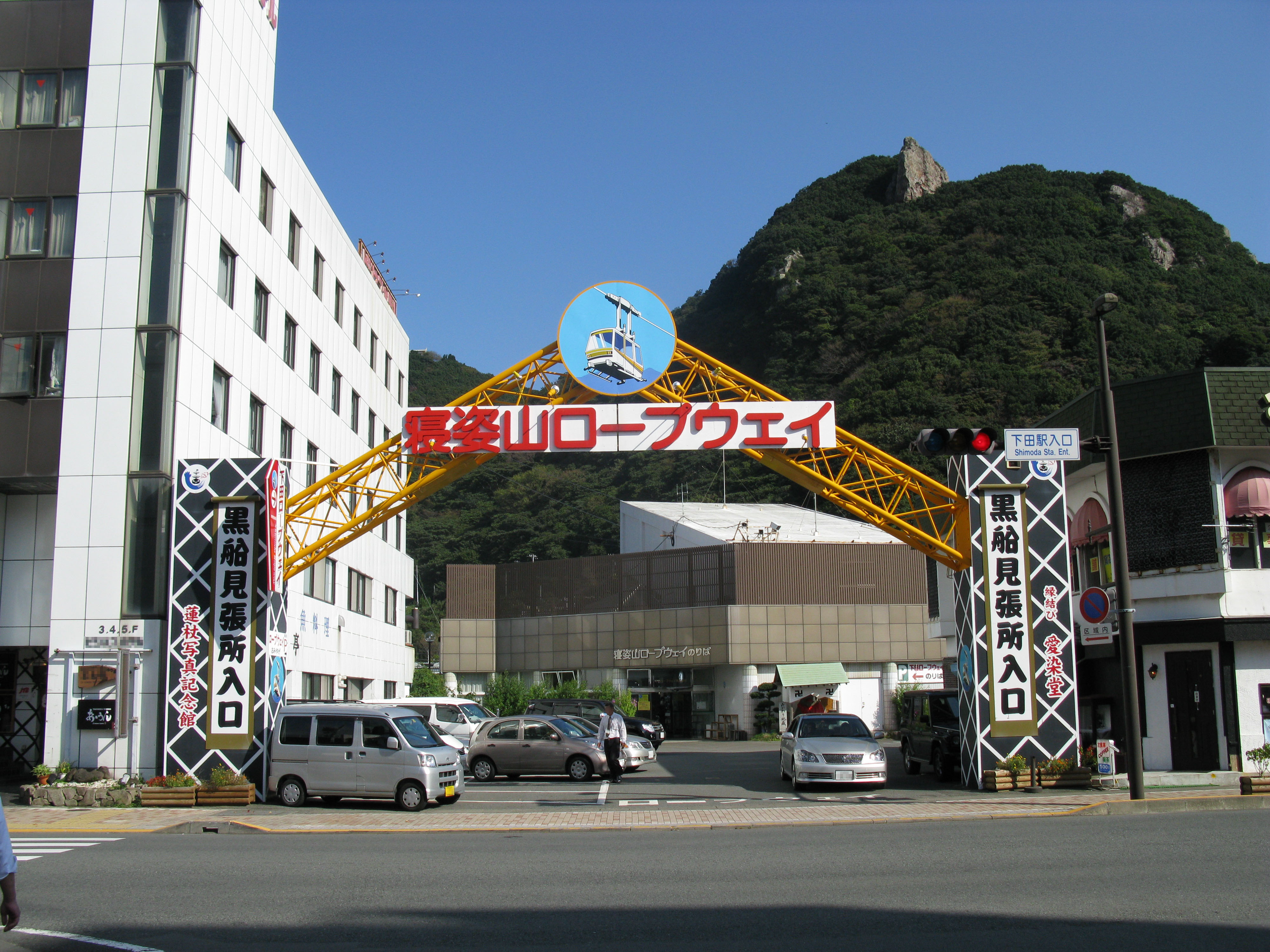
新下田駅

下田ロープウェイ株式会社（しもだロープウェイ、SHIMODA ROPEWAY CORPORATION ）は、静岡県下田市に本社をおく索道事業者。伊豆急行線伊豆急下田駅前から寝姿山を結ぶ下田ロープウェイを運営する。
東急グループの伊豆急ホールディングス傘下。かつては小田急グループの東海自動車からも出資を受けており、同社の持分法適用関連会社でもあったが、2022年12月に同社が保有する全株式が伊豆急ホールディングスに譲渡された。

## 路線概要

### 路線データ
- 全長：540.03 m[8]
- 高低差：156.01 m
- 走行方式：三線交走式[8]
- 運転速度：3.6m/sec（約13km/h）[8]
- 定員：40人（強風時は搬器内にウェイトを載せるため36人）[9]
- 運転時分：約3分30秒[10]
- 駅数：2駅[9]
- 開業日：1961年（昭和36年）11月1日[11]

### 運行本数
1時間当たり4本運行されている。混雑時には1時間当たり最大12本運行されている。

### 駅一覧
- 全ての駅が下田市にある

| 駅名     | 接続路線                                    | 座標                                                                  |
| -------- | ------------------------------------------- | --------------------------------------------------------------------- |
| 新下田駅 | 伊豆急行： 伊豆急行線（伊豆急下田駅：IZ16） | 北緯34度40分44秒 東経138度56分46秒 / 北緯34.67889度 東経138.94611度   |
| 寝姿山駅 |                                             | 北緯34度40分45秒 東経138度57分6.7秒 / 北緯34.67917度 東経138.951861度 |

### 搬器
「ねすがた」「あいぜん」の2器。「ねすがた」は寝姿山から、「あいぜん」は寝姿山にある愛染明王堂からとられている。2018年（平成30年）12月10日から改修工事のため長期休業し、伊豆急行線で運行される列車「THE ROYAL EXPRESS」風に改装されて、2019年（令和元年）8月1日から運行を再開した。

## その他
- 下田市を舞台にしたテレビアニメ『夏色キセキ』とのコラボレーションの一環として、2012年（平成24年）6月30日 - 10月31日の間同作品の主人公4人による車内アナウンスが期間限定で使用された[16]。
- 前述の2019年の改修工事にあわせて、山頂駅にレストランが設置された[14][15][17]。いずれも「THE ROYAL EXPRESS」を担当した水戸岡鋭治による設計・デザインである[14][15]。